# Halta Lottas krog
För filmen, se Halta Lottas krog (film).
Halta Lottas krog var fram till 1870-talet en krog vid Vallgatan 2 (hörnhuset Kaserntorget 5 -) i kvarteret Sidenvävaren i centrala Göteborg. "Lotta" (död 1888) kom från Våmbs socken i Västergötland, och hennes gäster var främst artilleristerna från den närbelägna Borgerskapets kasern. Hon hade ett gott humör, och sjöng gärna visor, berättade roliga historier och var mycket populär i grannskapet.
En nyare krog med samma namn (Halta Lotta) fanns vid Redbergsplatsen, Ånäsvägen 2 i stadsdelen Olskroken i Göteborg. Här låg tidigare en Konsumbutik.
Några lokalhistoriker vill placera fler Halta Lottas krog i Hasselbladhuset på Östra Hamngatan. Det var en före detta chef vid Götaverken som berättade att han 1885 gick iland vid Lilla Bommen och sedan gick till Halta Lottas öl- och porterkrog. En annan halta Lotta var marketenterska på Exercisheden under 1890-talet. Ytterligare en vid Kungstorget.